# Oekingen
Oekingen é uma comuna da Suíça, situada no distrito de Wasseramt, no cantão de Soleura. Tem 2,45 km² de área e sua população em 2018 foi estimada em 839 habitantes.